# Протекција (ТВ филм)
„Протекција” је југословенски ТВ филм из 1970. године. Режирао га је Славољуб Стефановић Раваси а сценарио је написан по делу Бранислава Нушића.

## Улоге
| Глумац             | Улога                                     |
| ------------------ | ----------------------------------------- |
| Буда Јеремић       | Министар                                  |
| Бранка Веселиновић | Персида, министрова сестра                |
| Светлана Бојковић  | Драгиња, министрова кћи                   |
| Љубиша Јовановић   | Аћим Кукић, општински судија              |
| Невенка Микулић    | Савета, Аћимова жена                      |
| Славко Симић       | Манојло, Аћимов брат                      |
| Ђурђија Цветић     | Јулка, Аћимова кћи                        |
| Милан Лане Гутовић | Светислав, Аћимов син (као Милан Гутовић) |
| Мирјана Вукотић    | Јованка, Манојлова кћи                    |

Остале улоге ▼
| Глумац                    | Улога                  |
| ------------------------- | ---------------------- |
| Иван Бекјарев             | Младен Ђурић           |
| Никола Симић              | Сава Савић, ћумургџија |
| Милан Ајваз               | Момак код министра     |
| Бранислав Цига Миленковић | Практикант             |